# Jonas Warrer
Jonas Warrer (* 22. März 1979 in Aarhus) ist ein dänischer Segler.

## Erfolge
Jonas Warrer nahm an den Olympischen Spielen 2008 mit Martin Kirketerp in der 49er Jolle teil und beendete den Wettkampf auf dem ersten Platz vor dem spanischen und dem deutschen Boot. Mit 61 Punkten wurden sie Olympiasieger, mit drei Punkten Vorsprung auf die Spanier. Zwar gewannen sie keines der 13 Rennen der Regatta, beendeten aber acht davon unter den besten vier Booten. 2016 verpasste er im 49er mit Christian Peter Lübeck in Rio de Janeiro als Viertplatzierter einen weiteren Medaillengewinn. Zwei Jahre zuvor wurde er in Santander mit Anders Thomsen im 49er Vizeweltmeister hinter Peter Burling und Blair Tuke.
Während der Eröffnungsfeier der Olympischen Sommerspiele 2020 war er gemeinsam mit der Leichtathletin Sara Slott Petersen der Fahnenträger seiner Nation.